# Xiphocentron mexico
Xiphocentron mexico là một loài Trichoptera trong họ Xiphocentronidae. Chúng phân bố ở miền Tân bắc.